# Place Léon-Gambetta
Pour les articles homonymes, voir Place Gambetta.
Le place Léon-Gambetta est un important carrefour d'Ivry-sur-Seine.

## Situation et accès
Cette place dessert le boulevard Paul-Vaillant-Couturier (anciennement rue Nationale), le boulevard de Brandebourg (anciennement boulevard Sadi-Carnot) ainsi que son prolongement le boulevard du Colonel-Fabien, la rue Galilée, la rue Pierre-Rigaud et l'avenue Jean-Jaurès.

## Origine du nom

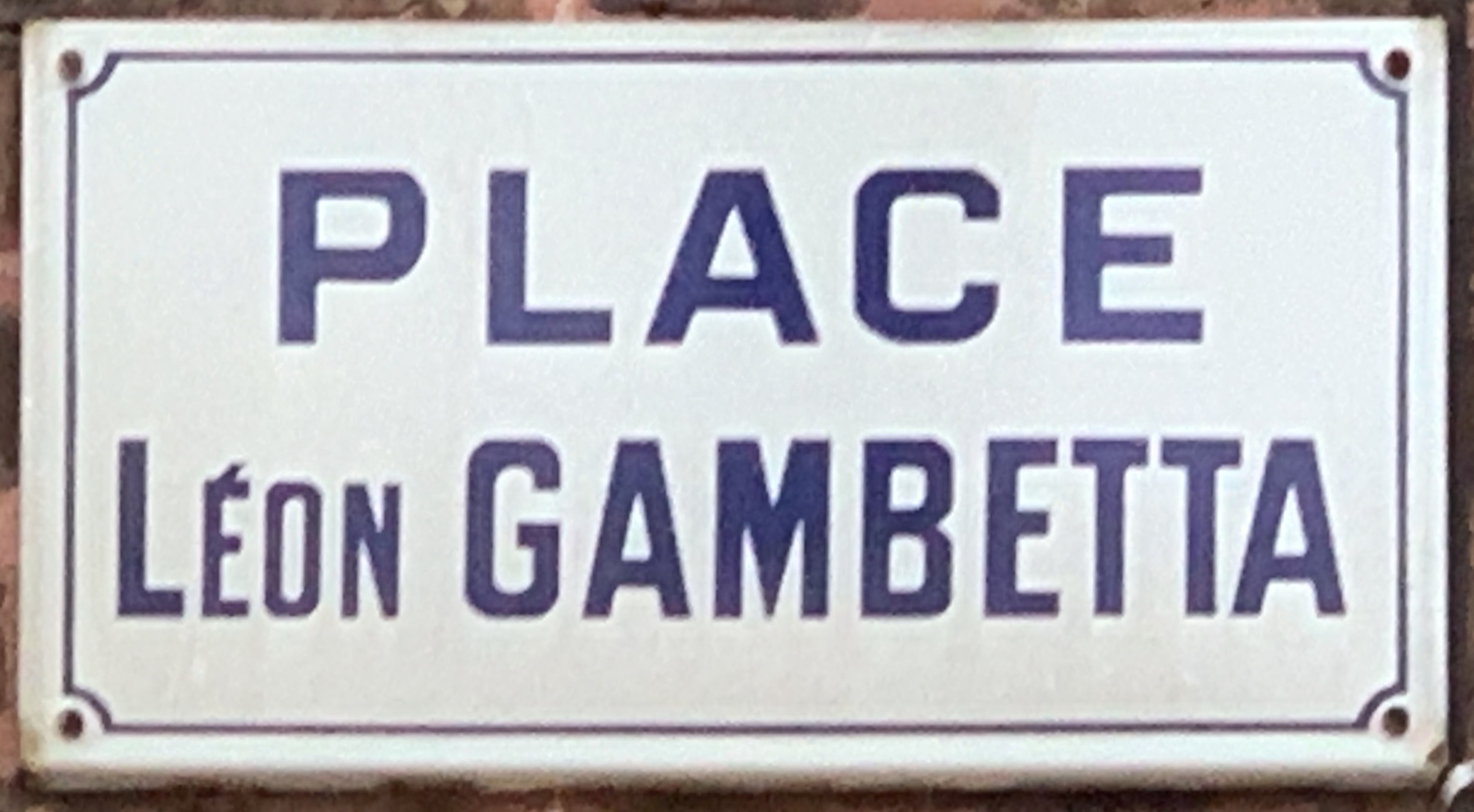
Plaque de la place.

Cette place a été nommée ainsi en hommage à Léon Gambetta, homme politique français.

## Historique
La Compagnie des tramways de l'Est parisien y faisait passer la ligne de tramway numéro 7, à traction mécanique, qui allait du pont de la Concorde à Bonneuil en passant par Alfortville.
Autrefois appelée place Nationale, elle était constituée à sa création de deux cercles concentriques, l'un pour la chaussée, de dix-sept mètres de rayon, inscrit dans un autre de trente-six mètres de rayon.

## Bâtiments remarquables et lieux de mémoire
- La ZAC Ivry Confluences est construite autour de cette place.
- Projet de station de métro Ivry-Gambetta sur la ligne 10 du métro de Paris[9],[10].
- Elle fut ornée en 1910, en son centre, d'une statue de Charles Théodore Perron intitulée Egregius Faber[11]. Cette statue fut fondue en 1942 lors de la mobilisation des métaux non ferreux[12].
- Jusque dans les années 1960 circulait sur cette place l'embranchement particulier ferroviaire d'Ivry-Port. Mesurant 1500 mètres, il reliait la gare d'Ivry-sur-Seine aux entreprises au bord de la Seine, et passait par le boulevard de Brandebourg, la place Gambetta et la rue Galilée[13].

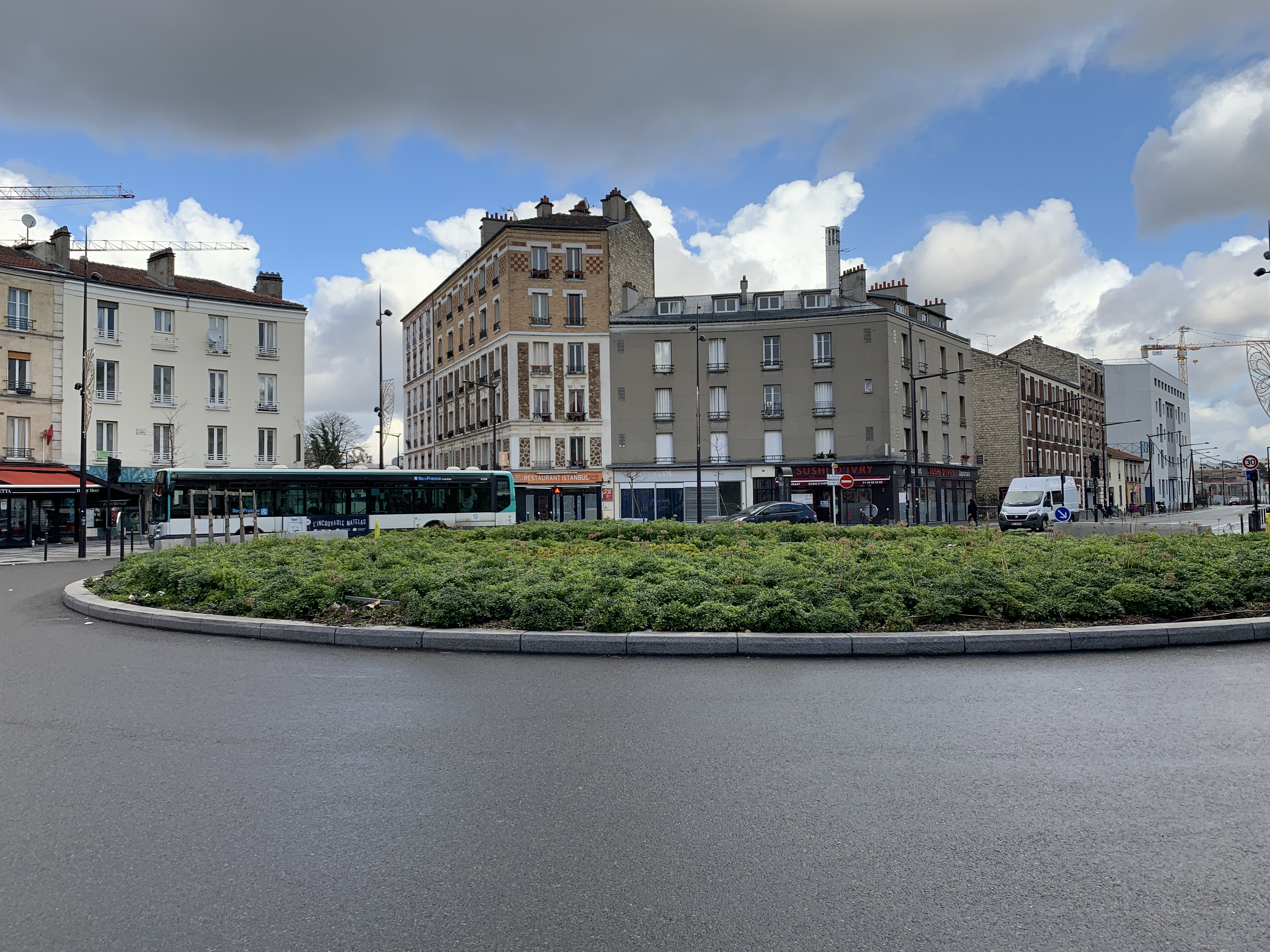
Vue générale de la place.
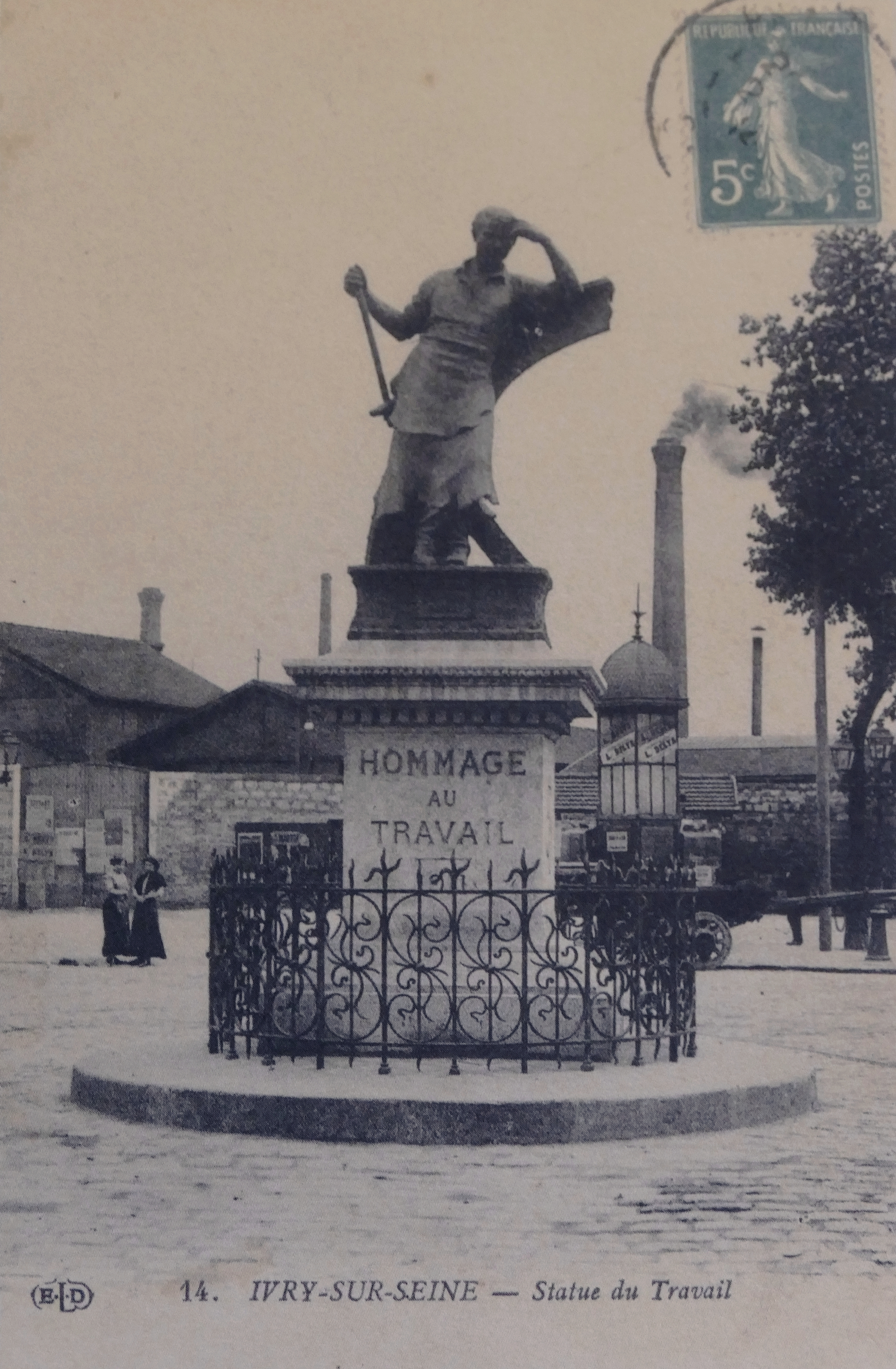
Egregius Faber de Charles Théodore Perron, détruite en 1942.
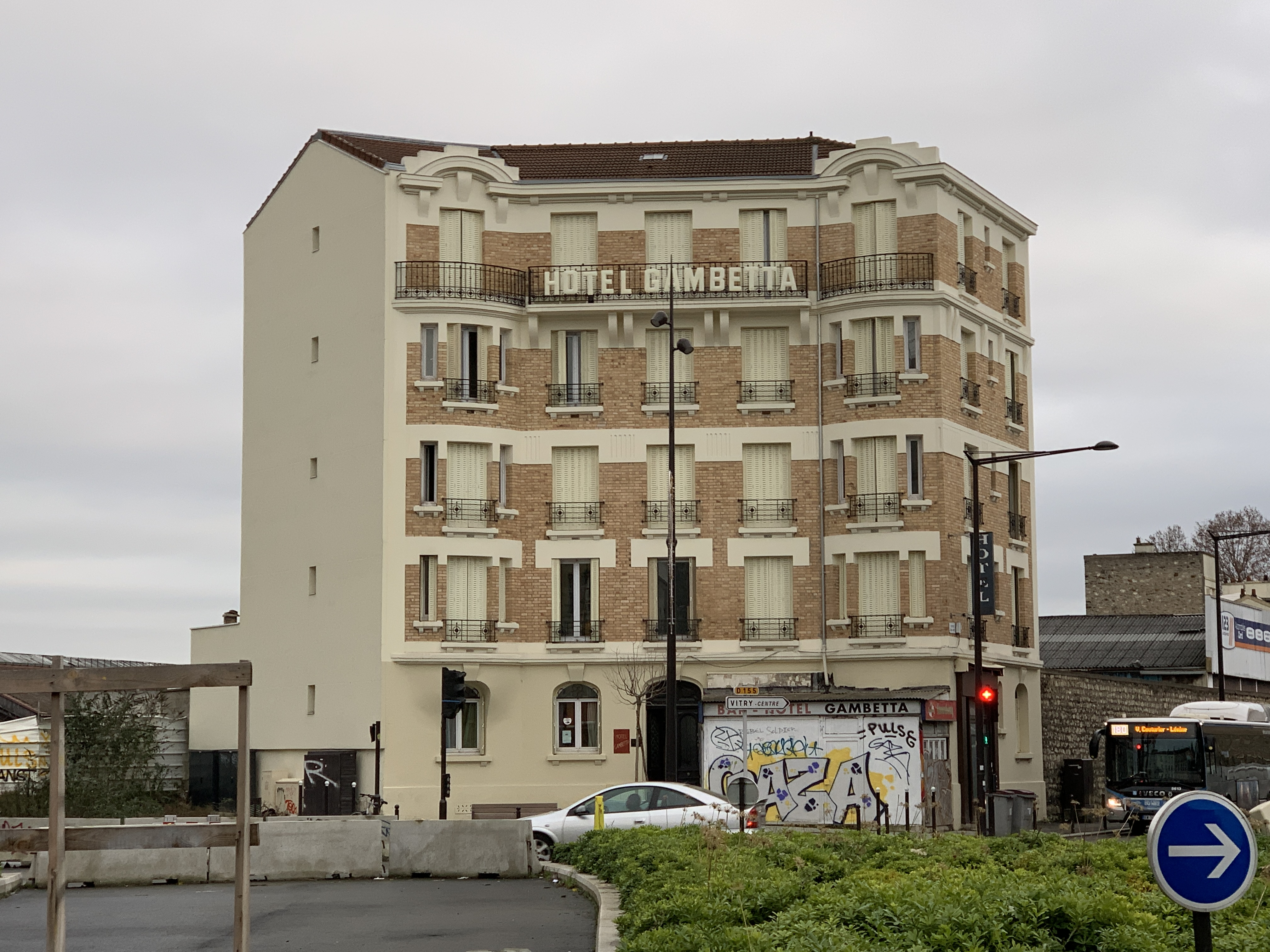
Hôtel Gambetta.
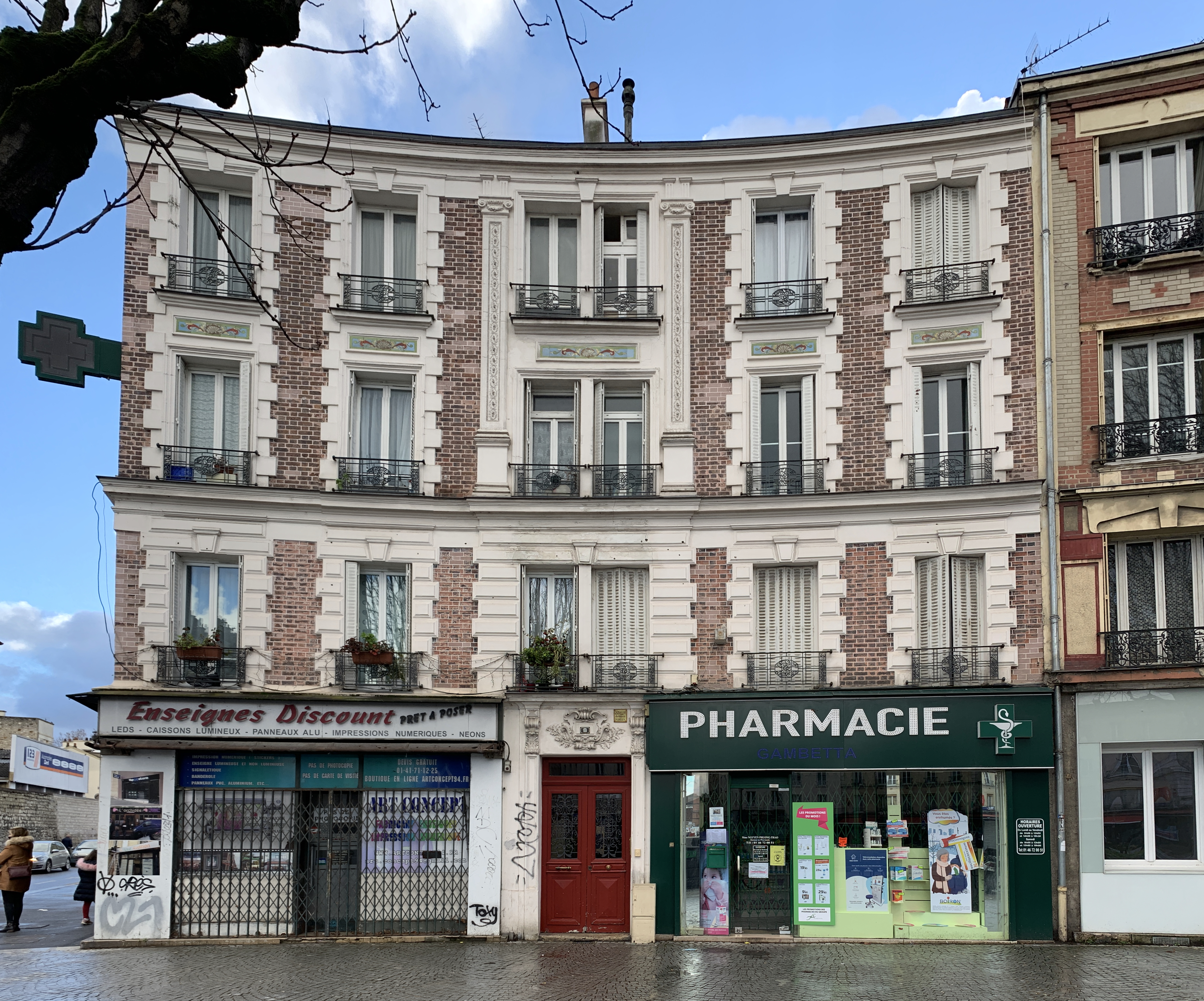
Immeuble au numéro 8.
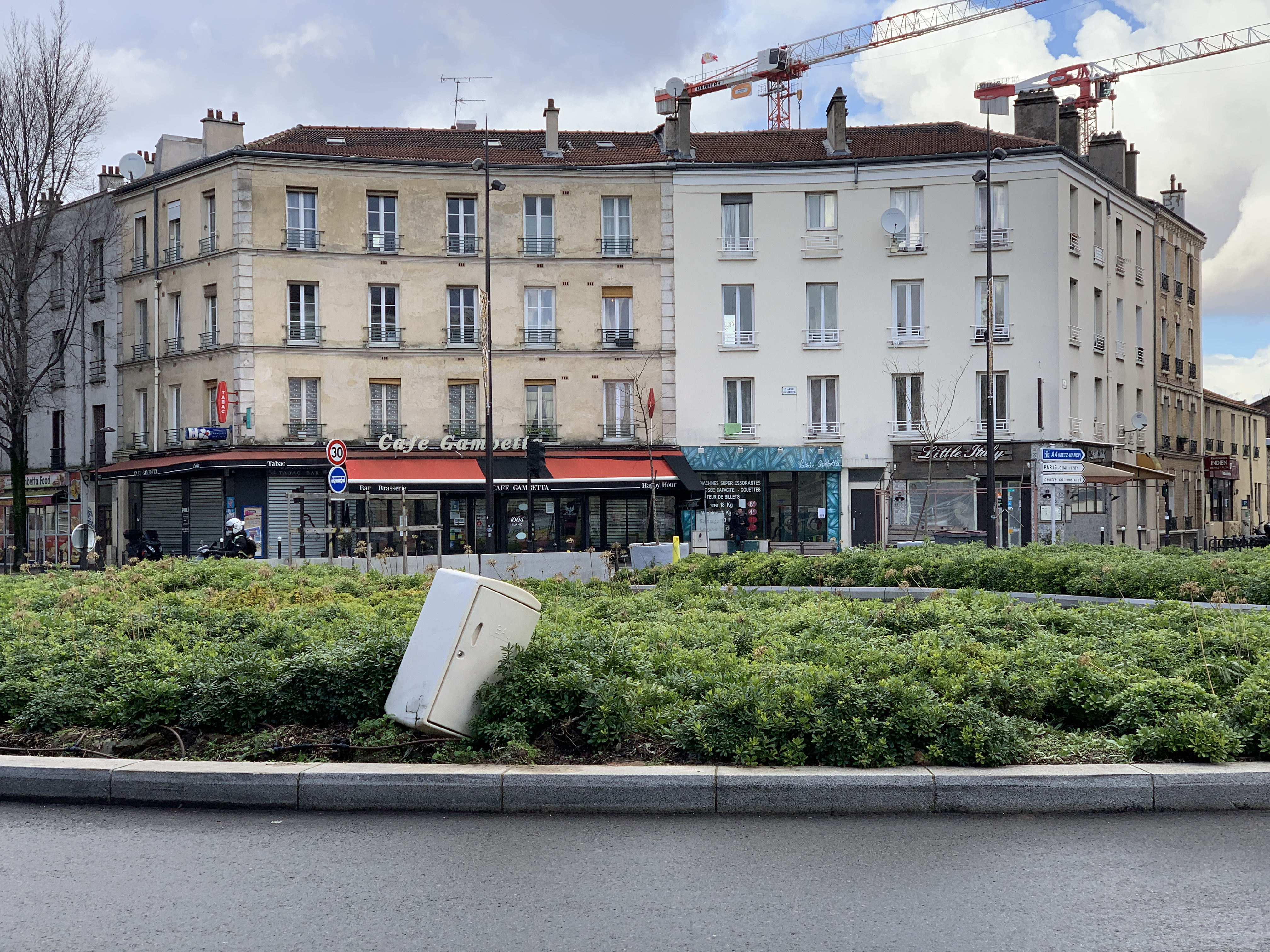
Des immeubles de la place.